# Jubilee
Jubilee je druhé studiové album skupiny Versailles -Philharmonic Quintet-, ale i prvním vydaném jako major labelem.
Současně je to i poslední album v původním pětičlenném složení skupiny s Jasmine You, který v průběhu nahrávání tohoto alba zemřel. Baskytarové části odehráli Hizaki a zesnulý Jasmine You. Hlas doprovodného zpěvu v písních Ai to Kanashimi no Nocturne a Catharsis patří japonskému zpěvákovi jménem Kaya.
Limitová edice obsahuje navíc speciální 32-stránkovou brožuru (booklet) a noty (liner notes) napsané Tsuchiyou Kyousukem a Arasawou Junko (Shoxx). Dále pak samozřejmě i bonusové DVD s videoklipy Ascendead Master a Serenade plus záznamy z natáčení těchto klipů.

## Seznam skladeb
| Disk 1 (CD)    | Disk 1 (CD)                                          | Disk 1 (CD)    | Disk 1 (CD)    | Disk 1 (CD) |
| Pořadí         | Název                                                | Hudba          | Text           | Délka       |
| -------------- | ---------------------------------------------------- | -------------- | -------------- | ----------- |
| 1.             | God Palace -Method of Inheritance-                   | Kamijo         | Kamijo         | 10:30       |
| 2.             | Ascendead Master                                     | Hizaki         | Kamijo         | 5:49        |
| 3.             | Rosen Schwert                                        | Kamijo         | Kamijo         | 4:10        |
| 4.             | Ai to Kanashimi no Nocturne (愛と哀しみのノクターン) | Teru           | Kamijo         | 4:54        |
| 5.             | Amorphous                                            | Hizaki         | Kamijo         | 5:08        |
| 6.             | Reminiscence                                         | Teru           |                | 2:30        |
| 7.             | Catharsis                                            | Hizaki a Teru  | Hizaki         | 6:05        |
| 8.             | The Umbrella of Glass                                | Kamijo         | Kamijo         | 4:23        |
| 9.             | Gekkakou (月下香)                                    | Hizaki         | Hizaki         | 4:41        |
| 10.            | Princess -Revival of Church-                         | Hizaki         | Kamijo         | 8:16        |
| 11.            | Serenade                                             | Hizaki         | Kamijo         | 5:58        |
| 12.            | Sound in Gate                                        | Kamijo         | Kamijo         | 2:36        |
| Celková délka: | Celková délka:                                       | Celková délka: | Celková délka: | 65:00       |

| Disk 2 (DVD, Japonská edice) | Disk 2 (DVD, Japonská edice)   | Disk 2 (DVD, Japonská edice) |
| Pořadí                       | Název                          | Délka                        |
| ---------------------------- | ------------------------------ | ---------------------------- |
| 1.                           | Ascendead Master (Videoklip)   |                              |
| 2.                           | Serenade (Videoklip)           |                              |
| 3.                           | Making of (Záznamy z natáčení) |                              |